# سمندر ببری فلات
سمندر ببری فلات (نام علمی: Ambystoma velasci) نام یک گونه از سرده سمندر زیرزمینی است.